# 勒穆瓦维尔
勒穆瓦维尔（法語：Remoiville，法語發音：[ʁəmwavil]）是法国默兹省的一个市镇，属于凡尔登区。

## 地理
勒穆瓦维尔（49°26'36"N, 5°21'37"E）面积9.7 平方千米，位于法国大東部大區默兹省，该省份为法国西北部内陆省份，北与比利时接壤，西接马恩省和阿登省，南至上马恩省和孚日省，东临默尔特-摩泽尔省。
与勒穆瓦维尔接壤的市镇（或旧市镇、城区）包括：布朗德维尔、布雷埃维尔、德吕、伊雷勒塞克、雅梅、卢瓦松河畔卢皮、马尔维尔。

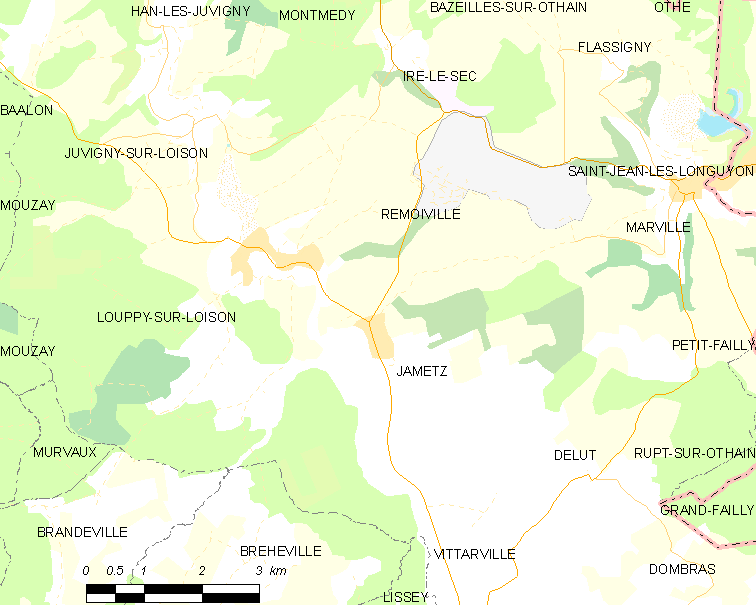
勒穆瓦维尔的OSM定位图

勒穆瓦维尔的时区为UTC+01:00、UTC+02:00（夏令时）。

## 行政
勒穆瓦维尔的邮政编码为55600，INSEE市镇编码为55425。

## 政治
勒穆瓦维尔所属的省级选区为蒙梅迪县。

## 人口

1962-2008年间勒穆瓦维尔人口变化图示

勒穆瓦维尔于2022年1月1日时的人口数量为130人。